# 尼古拉斯·達利亞費高
尼古拉斯·亚历杭德罗·達利亞費高（西班牙語：Nicolás Alejandro Tagliafico，1992年8月31日—），是一名阿根廷職業足球員，司職左閘，現時效力法甲球會里昂，并代表阿根廷参加国际比赛。

## 球會生涯

### 獨立體育會
2015年，達利亞費高加盟獨立體育會。

### 阿積士
2018年1月5日，達利亞費高以400萬歐元的價錢轉會至荷蘭足球甲組聯賽球會阿贾克斯。21日，他在對陣飛燕諾的比賽中首次代表球隊上陣。

### 里昂
2022年7月23日，達利亞費高加入了法甲俱乐部里昂，签订了为期三年的合同。

## 國家隊生涯
2018年5月，達利亞費高入選阿根廷國家隊出戰2018年世界盃。
2019年6月，達利亞費高入選阿根廷國家隊出戰2019年美洲國家盃。
2021年6月，達利亞費高入選阿根廷國家隊出戰2021年美洲國家盃。7月10日，他隨隊獲得美洲盃冠軍。
2022年11月，達利亞費高入選阿根廷國家隊出戰2022年世界盃。12月18日，他隨隊獲得世界盃冠軍。
2024年6月，達利亞費高入選阿根廷參加2024年美洲國家盃26人名單。

## 榮譽

### 球會
獨立體育會
- 南美球會盃冠军：2017年

 阿贾克斯
- 荷蘭足球甲組聯賽冠军：2018–19、2020–21[5]，2021-22
- 荷蘭盃冠军：2018–19、2020–21
- 克魯伊夫盾冠军：2019

### 國家隊
阿根廷
- 南美超級經典盃冠军：2017年（英语：2017 Superclásico de las Américas）
- 美洲國家盃冠軍：2021年[4]
- 歐美超級杯冠軍（1次）：2022年
- 國際足協世界盃冠軍（1次）：2022年

## 外部連結
- Soccerway資料庫：尼古拉斯·達利亞費高